# 把子肉

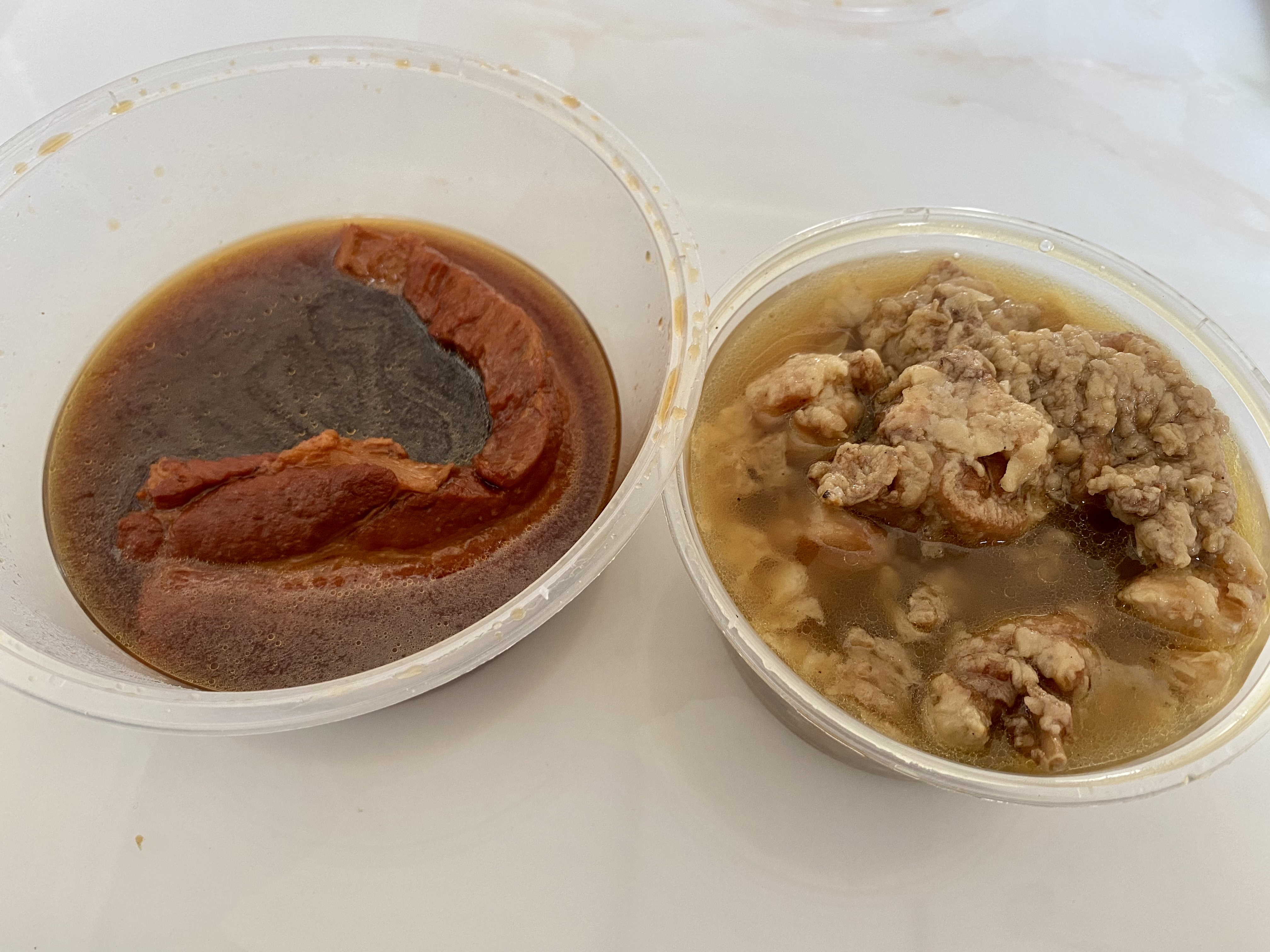
左侧为把子肉

把子肉是一种鲁菜小吃，主要流行于山东西部、山东南部，以济南、济宁等地为中心。把子肉的原料是猪五花肉，取肥瘦相间肉块，用酱油入味炖熟，肥而不腻，更有“下饭神器”之美誉。是济南周围地区的日常食品。